# Ellis Marsalis Jr.
Ellis Louis Marsalis Jr. (Nova Orleans, 14 de novembro de 1934 - Nova Orleans, 1 de abril de 2020) foi um pianista e educador de jazz americano. Ativo desde o final da década de 1940, Marsalis ganhou mais atenção nas décadas de 1980 e 1990 como patriarca de uma família musical, com os filhos Branford e Wynton recebendo elogios internacionais.

## Biografia
Nascido em Nova Orleans, Louisiana, Marsalis era filho de Florence (nascida Robertson) e Ellis Marsalis Sr., empresário e ativista social. Marsalis e sua esposa Delores Ferdinand tiveram seis filhos: Branford, Wynton, Ellis III (1964), Delfeayo, Mboya (1971) e Jason. Branford, Wynton, Delfeayo e Jason também se tornaram músicos de jazz.
Marsalis tocou saxofone durante o ensino médio, mas mudou para piano enquanto estudava música clássica na Universidade de Dillard, se formando em 1955. Mais tarde, ele estudou na Loyola University New Orleans.

## Carreira
Nas décadas de 1950 e 1960, ele trabalhou com Ed Blackwell, Cannonball Adderley, Nat Adderley e Al Hirt. Durante a década de 1970, lecionou no New Orleans Center for Creative Arts. Seus alunos incluem Terence Blanchard, Harry Connick Jr., Donald Harrison, Kent Jordan, Marlon Jordan e Nicholas Payton.
Embora tenha gravado quase vinte de seus próprios álbuns e tenha participado de muitos discos com músicos como David "Fathead" Newman, Eddie Harris, Marcus Roberts e Courtney Pine, ele evitou o foco das atenções no ensino. A abordagem didática de Marsalis, combinada com o interesse em filosofia, incentivou seus alunos a fazer descobertas musicais por conta própria, através de experimentos e uma escuta atenta.[carece de fontes?]
Como educador líder do Centro de Artes Criativas de Nova Orleans, da Universidade de Nova Orleans e da Universidade Xavier da Louisiana, Ellis influenciou as carreiras de inúmeros músicos, além de seus quatro filhos: Wynton, Branford, Delfeayo e Jason. Marsalis se aposentou da ONU em 2001. Em maio de 2007, Marsalis recebeu um doutorado honorário da Universidade de Tulane por suas contribuições ao jazz e à educação musical.[carece de fontes?]
Marsalis foi introduzido no Louisiana Music Hall of Fame em 2018.

## Morte
Marsalis morreu em 1 de abril de 2020, aos 85 anos de idade, após ser hospitalizado com COVID-19.